# Augenoptiker

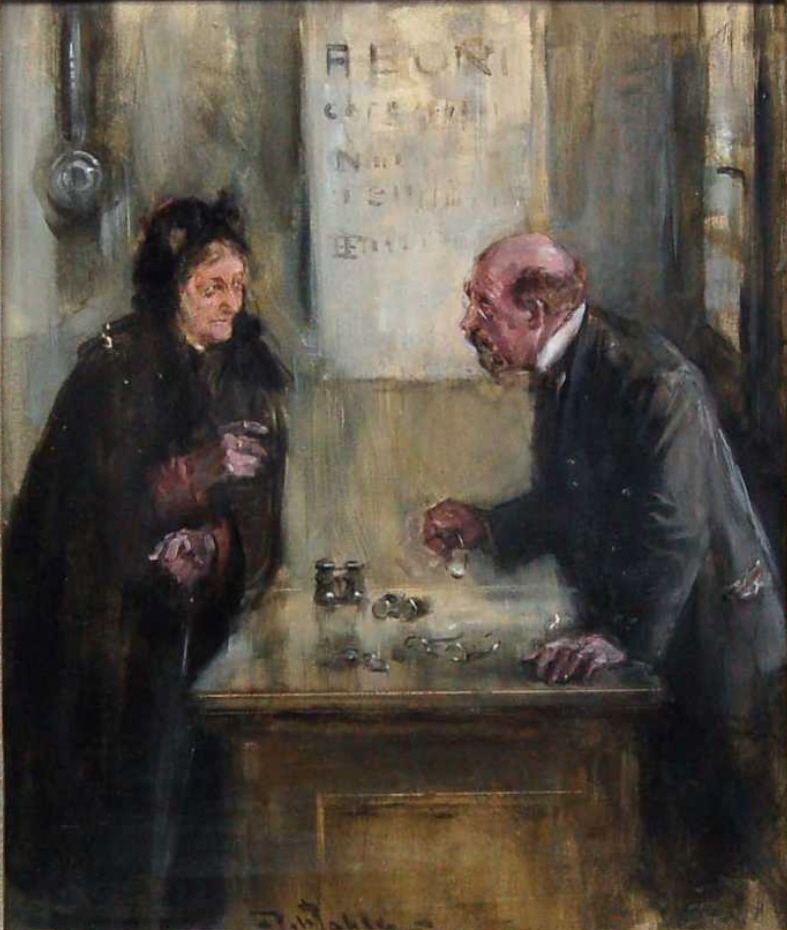
Beim Optiker (anonym, um 1900)

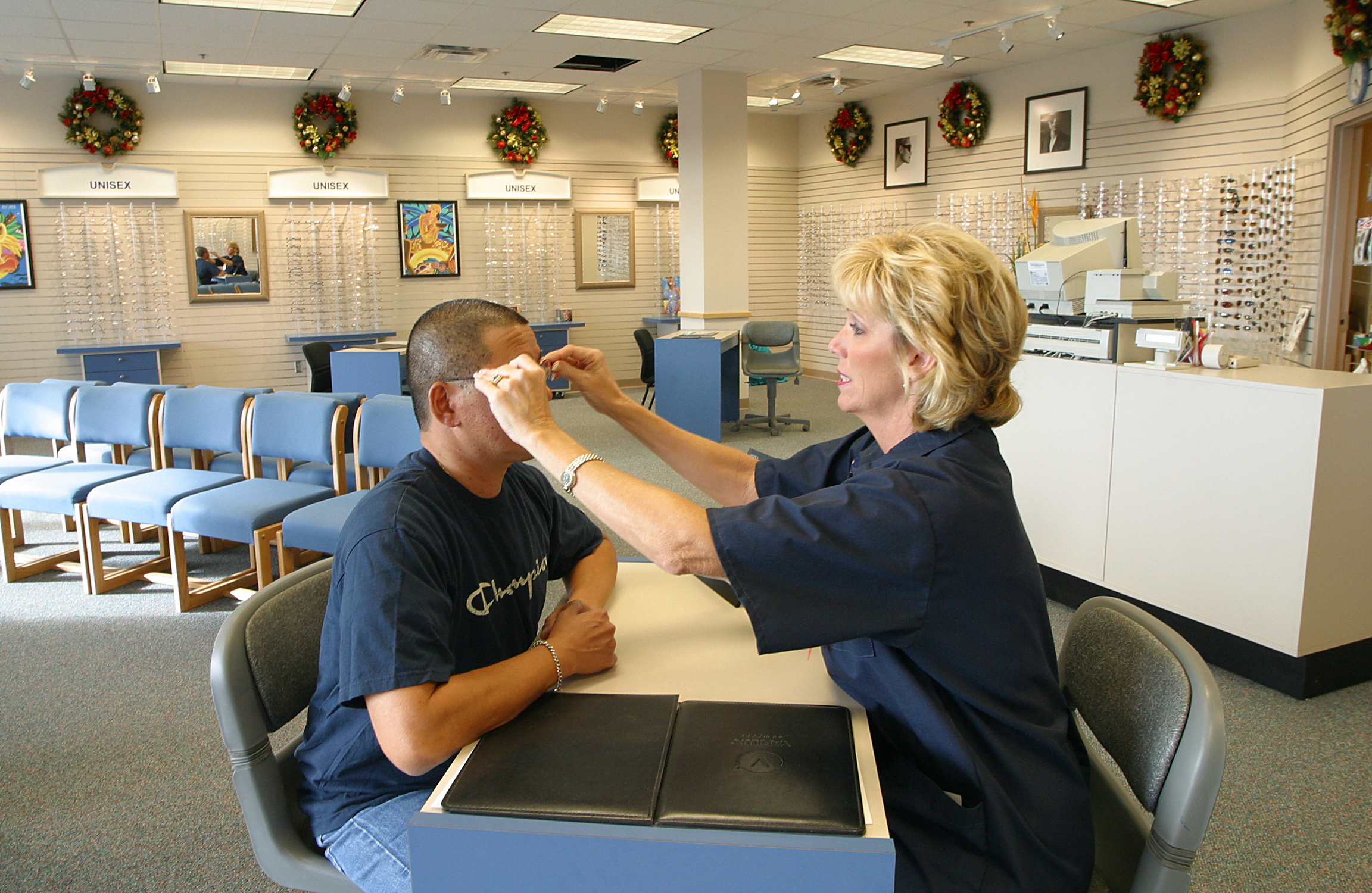
Augenoptikerin beim Anpassen einer Brille (USA, 2002)

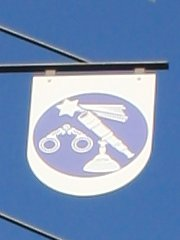
Handwerkswappen der Augenoptiker

Augenoptiker sind auf das Anfertigen und Anpassen von Sehhilfen – in der Regel Brillen und Kontaktlinsen – spezialisiert. Zur Berufsausübung gehört das Einarbeiten der Brillengläser in Brillenfassungen, die Durchführung von Sehtests, die Vermessung des dioptrischen Apparates der Augen, die Bestimmung und Korrektur optischer Fehlsichtigkeiten, sowie die Beratung und Unterstützung des Kunden bei der Wahl der Fassung, Gläsertypen und Hilfsmitteln wie Lesegeräten und Lupen bei Sehbehinderten. Auch die Prüfung zum Beispiel des beidäugigen Sehens sind Bestandteil des Leistungsspektrums. Gleichwohl besitzt die Augenoptik die Möglichkeit anhand von screening-Tests Auffälligkeiten am Auge aufzudecken und diese Verdachtsdiagnosen dann beim Facharzt abklären zu lassen. 
International können diese Aufgaben durch Gesetze und Berufsordnungen unterschiedlich geregelt sein. 
In Deutschland ist die Qualifizierung in Gesellen und Meister unterteilt. In jeder Betriebsstätte gibt es durch die Berufsordnung die Meisterpräsenzpflicht, d. h., es muss ein Meister verantwortlich und präsent die Betriebsstätte leiten. 
Diplom-Ingenieure haben dieselben Rechte wie Meister und dürfen auch eine Betriebsstätte führen.
Im englischsprachigen Raum nennt man die Meister auch optometrists. 
Die Herstellung von Brillenfassungen aus Metallen und Kunststoffen, sowie das Schleifen von Linsen wird in der Ausbildung gelehrt, wegen der heute meist industriellen Fertigung aber in der Praxis immer seltener angewandt. Dagegen nehmen die Beratung und die Auswertung der Sehtests auch im Zusammenhang mit Medikamenten und anderen medizinischen Zusammenhängen zur ganzheitlichen Beratung des Sehens einen immer größeren Raum ein.

## Abgrenzung
Augenoptiker ist ein „Monoberuf“ und demnach keiner anderen Berufsgruppe zu-, bei-, über- oder unterzuordnen. Nach anderer Ansicht bilden die Augenoptiker dagegen einen besonderen Berufszweig der Optiker. Augenoptiker reparieren auch optische Instrumente; auch deswegen findet sich ein Fernrohr im nebenstehenden Handwerkswappen der Augenoptiker. Nach einer anderen Definition ist ein Augenoptiker dagegen „ausschließlich mit Sehhilfen für die Augen beschäftigt.“

## Etymologie
Der Fachbegriff Optik leitet sich ab von altgriechisch ὀπτικός optikós „zum Sehen gehörend, das Sehen betreffend“. Das Wort ὀπτική [τέχνη] optikḗ [téchnē] beschreibt die „Lehre vom Sehen“. Im Lateinischen bedeutet das Adjektiv opticus (deutsch: optisch) zum Sehen befähigt, das Sehen betreffend.
Sehen kann man nur mit den Augen. Deswegen hielt zum Beispiel auch Hans Reimann das Wort Augenoptiker für einen unzulässigen Pleonasmus oder für eine Tautologie. Hier wird jedoch übersehen, dass das Wort Optiker auch einen Physiker im Fachbereich Optik, einen Ingenieur im Teilgebiet technische Optik und einen Feinoptiker bezeichnen kann. Diese Berufe verbessern das menschliche Sehen mit technischen Hilfsmitteln, jedoch genauso wie der Augenoptiker, der Brillen und Kontaktlinsen anpasst und verkauft.
Es gibt also unterschiedliche Berufsfelder für Optiker. So erwähnt der Rechtschreibduden sowohl den Augenoptiker wie auch den Optiker als Fachmann für optische Geräte. Neben dem Augenoptiker gibt es noch den Elektronenoptiker, den Glasfaseroptiker und den Quantenoptiker. Das Wort Augenoptiker ist also ein zulässiger Unterbegriff der verschiedenen Optiker, zumal Sehen und Augen verschiedene Begriffe sind. Solche Synonymverbindungen nennt man Hendiadyoin. In den medizinischen Nachschlagewerken fehlen die Begriffe Augenoptik und Augenoptiker.

## Sehhilfen
Zu den Sehhilfen zählen weiterhin Lupen, Nachtsichtgeräte, Ferngläser, Lesesteine, Lorgnons und Monokel, nicht jedoch andere optische Instrumente wie Episkope, Mikroskope, Fernrohre, Stereoskope, Spektroskope, Stroboskope, Periskope, Endoskope, Bombenzielgeräte, Nivelliergeräte und Teleskope.

## Mobiler Augenoptiker
Der Anteil der augenoptisch zu versorgenden Personen in sehr hohem Alter und/oder mit eingeschränkter Mobilität wird immer größer. Ein Transport von Behinderten und Pflegefällen ist in der Regel mit großem Aufwand und Kosten verbunden. Für diese Personenkreise gibt es „mobile Augenoptiker“, die bei den Betroffenen zu Hause Brillen anpassen, Glas- und Fassungsberatungen durchführen, Sehstärken prüfen oder auch geeignete Lupen und andere vergrößernde Sehhilfen auswählen. Dies ersetzt keinesfalls notwendige Konsultationen bei einem Augenarzt, ermöglicht aber die nachfolgende augenoptische Versorgung im persönlichen Umfeld und erspart dadurch beschwerliche Anfahrtswege. Nicht jeder Augenoptiker bietet jedoch solch einen Service an.

## Situation in Deutschland

### Branchenübersicht
Laut Branchenbericht 2019/2020 des Zentralverbandes der Augenoptiker und Optometristen (ZVA) sind in Deutschland 48.400 Beschäftigte in 11.550 augenoptischen Fachgeschäften tätig. Die Branche zählt 7.645 Auszubildende mit einem signifikant hohen Frauenanteil von 70 %. Der Gesamtumsatz der Branche beziffert sich auf 6,497 Milliarden Euro und wächst im Vergleich zum Jahr 2018 um 3,8 %. Zusammengenommen haben die augenoptischen Fachbetriebe 2019 12,97 Millionen Brillen verkauft, darunter fallen 250.000 Einheiten auf den Online-Verkauf.

### Duale Ausbildung
Die Augenoptik ist ein Handwerksberuf mit drei Jahren Lehrzeit im dualen System. Die Inhalte umfassen handwerkliche Tätigkeiten (Schliff und Montage von Brillengläsern in Fassungen, Reparaturen von beschädigten Brillen usw.), organisatorische Tätigkeiten (Auftragsabwicklung) und mittlerweile vor allem Tätigkeiten im Kundenkontakt (Verkaufsgespräche, Reklamationsbearbeitung usw.).
Die Höhe der Ausbildungsvergütung ist vom jeweiligen Lehrjahr abhängig: Das erste Lehrjahr wird in Deutschland mit 325 Euro bis 550 Euro vergütet, im zweiten Lehrjahr erfolgt eine Vergütung zwischen 475 Euro und 610 Euro, und im dritten Lehrjahr erhält ein angehender Augenoptiker zwischen 550 Euro und 720 Euro.
Die abschließende Gesellenprüfung ist folgendermaßen unterteilt:
- Gestreckte Gesellenprüfung Teil 1 und Teil 2
- Fachtheoretische Prüfung Teil 1 und 2

### Aufstiegsfortbildung
Im Augenoptikerhandwerk besteht Meisterzwang, wenn man einen Betrieb führen und Lehrlinge ausbilden möchte. Die Meisterprüfung kann jeder ablegen, der die Gesellenprüfung zum Augenoptiker bestanden hat. Prüfungsvorbereitungskurse an Meisterschulen dauern in Vollzeit ungefähr ein Jahr. Fortbildungen an Fachschulen vermitteln breitere Lerninhalte und Kenntnisse und dauern zwischen ein und zwei Jahren. Hierbei wird der Abschluss Staatlich geprüfter Augenoptiker vergeben, der ein breites augenoptisches Wissen voraussetzt, mittlerweile auch zur Führung eines augenoptischen Betriebes berechtigt, nicht jedoch zur Ausbildung von Lehrlingen. Wer den Abschluss zum Staatlich geprüften Augenoptiker erworben hat, erhält nach erfolgreichem zusätzlichem Ablegen der Meisterprüfung den Meisterbrief. In einigen Bundesländern, darunter Bayern, berechtigt der Abschluss als Staatlich geprüfter Augenoptiker zum Hochschulzugang im Bereich Augenoptik und Optometrie.

## Situation in Österreich
In Österreich unterscheiden sich Ausbildungsinhalte und geforderte Kenntnisse nicht wesentlich von denen in Deutschland. Die Augenoptik ist ein Lehrberuf mit 3½-jähriger Lehrzeit. Wie in Deutschland werden österreichische Lehrlinge dual in entsprechenden Branchenbetrieben (Optikerfachgeschäfte, Optikerketten) und an Berufsschulen ausgebildet. Verwandte Lehrberufe, wie Feinoptiker und Hörgeräteakustiker, können mit verkürzter Lehrzeit absolviert werden. Lehrlinge schließen die Berufsausbildung mit der Lehrabschlussprüfung ab und können sich zum Meister weiterbilden. Die erfolgreiche Lehrabschlussprüfung ermöglicht in Österreich auch den Zugang zur Berufsmatura (Berufsreifeprüfung) und in Folge zu weiteren Höherqualifizierungen, z. B. an Fachhochschulen.
Auch in Österreich bestehen Zulassungsvoraussetzungen für die selbstständige Führung eines Fachbetriebs. Die Augenoptik ist, wie das Gewerbe der Kontaktlinsenoptik, ein reglementiertes Handwerk. Meister müssen eine zweijährige, fachbezogene Berufstätigkeit nachweisen. Auch Absolventen von Meisterschulen und spezialisierten Höheren Technischen Lehranstalten (HTL) mit Berufspraxis sind zu einer Betriebsführung zugelassen.

## Situation in der Schweiz
In der Schweiz ist der Augenoptiker/in EFZ (französisch Opticien CFC, italienisch Ottico AFC) eine berufliche Grundbildung. Sie dauert vier Jahre und findet in Betrieben, der Berufsfachschule sowie in überbetrieblichen Kursen statt. Die Kurszentren befinden sich in Starrkirch-Wil (Kanton Solothurn) und Lausanne (Kanton Waadt). Zur Höherqualifizierung – Berufsmature vorausgesetzt – kann ein Studium der Optometrie mit Ausbildung zum Optometristen an der Fachhochschule Nordwestschweiz durchgeführt werden.
Bis zum Jahr 2007 existierte in der Schweiz die höhere Fachprüfung zum Dipl. Augenoptiker. Die Ausbildung baute auf der Lehre auf und umfasste ein Studium von vier Semestern.